# Rhaebo lynchi
Rhaebo lynchi es una especie de anfibio anuro de la familia Bufonidae.

## Distribución geográfica
Esta especie es endémica del departamento de Antioquia en Colombia. Habita en la frontera de los municipios de Caicedo y Urrao a 2585 m de altitud en la Cordillera Occidental.

## Etimología
Esta especie lleva el nombre en honor a John Douglas Lynch.

## Publicación original
- Mueses-Cisneros, 2007 : A new species of Rhaebo (Anura: Bufonidae) from the Cordillera Occidental of Colombia. Zootaxa, n.º 1662, p. 53-59.[6]